# Santa Ana del Yacuma
Santa Ana del Yacuma (kurz: Santa Ana) ist eine Kleinstadt im Departamento Beni im südamerikanischen Anden-Staat Bolivien.

## Lage im Nahraum
Santa Ana ist Sitz der Verwaltung der Provinz Yacuma und der zentrale Ort des Municipios Santa Ana. Die Stadt liegt auf einer Höhe von 147 m an der Mündung des Río Rapulo in den Río Yacuma und wird an drei Seiten von diesen beiden Flüssen begrenzt. Wenige Kilometer flussabwärts mündet der Río Yacuma in den Río Mamoré, der hier in nördlicher Richtung fließt und sich 615 Kilometer flussabwärts mit dem Río Beni zum Rio Madeira vereinigt.

## Geographie
Santa Ana liegt im bolivianischen Tiefland, seine Flüsse gehören zum Einzugsgebiet des Amazonasbeckens. Die Region gehört zum Bereich der semihumiden Tropen, das Klima ist über weite Strecken des Jahres heiß und feucht.
Die Jahresdurchschnittstemperatur liegt bei 27,3 °C, die Monatswerte schwanken nur unwesentlich zwischen 25,5 °C im Juni/Juli und 28,3 °C im Oktober/November. Die Jahresniederschläge mit 1645 m liegen etwa doppelt so hoch wie in Mitteleuropa. Einer kurzen Trockenzeit von Juni bis August mit Monatswerten von weniger als 35 mm steht eine Feuchtezeit gegenüber, die von Dezember bis März Niederschlagswerte von mehr als 200 mm ausweist.

## Verkehrsnetz
Santa Ana liegt in einer Entfernung von 150 Straßenkilometern nordwestlich von Trinidad, der Hauptstadt des Departamentos.
Von Trinidad aus führt die asphaltierte Nationalstraße Ruta 3 wenige Kilometer nach Westen Richtung San Ignacio de Moxos, bis zwei unbefestigte Landstraßen nach Norden abzweigen: die Ruta 9 über San Ramón nach Guayaramerín und die Ruta 902 nach Santa Ana del Yacuma. Die 902 erreicht nach 135 km die Provinzhauptstadt Santa Ana und führt weiter nach Norden bis Exaltación.

## Bevölkerung
Die Einwohnerzahl der Stadt ist in den 1980er Jahren noch deutlich angestiegen, stagniert seither jedoch:
| Jahr | Einwohner | Quelle       |
| ---- | --------- | ------------ |
| 1976 | 5 665     | Volkszählung |
| 1992 | 14 788    | Volkszählung |
| 2001 | 12 877    | Volkszählung |
| 2012 | 12 178    | Volkszählung |
| 2024 |           | Volkszählung |